# ウィティギス
ウィティギス（Vitiges ? - 542年）は、東ゴート王国の第5代国王（在位：536年 - 540年）。東ローマ帝国から認められた者としては、東ゴート王国最後のイタリア王である。イタリア語名は、ヴィティージェ (Vitige) 。
テオダハド王を拒否する軍により王に推挙され、536年12月初旬にテオダハドは暗殺され、ウィティギスが王となった。 
540年、東ローマ帝国の将軍ベリサリウスに破れ東ゴート王国の首都ラヴェンナは陥落し、ウィティギスとマタスンタは捕縛され、コンスタンティノープルに送られた。